# Антонов, Александр Александрович (ботаник)
Алекса́ндр Алекса́ндрович Анто́нов (1859—1904) — русский ботаник.

## Биография
Родился в Санкт-Петербурге 25 июня (7 июля) 1859 года в семье титулярного советника Александра Александровича Антонова, который 19 января 1858 года женился на дочери капитана Серафиме Степановне Силиной. Александр был старшим ребёнком; после него родились: 23 марта 1860 — Сергей, 13 мая 1863 — Софья, 23 февраля 1865 — Серафима.
В 1885 году окончил со степенью кандидата естественное отделение физико-математического факультета Санкт-Петербургского университета.
В результате изучения флоры Новгородской (1884), Витебской (1887) и Уфимской (1888) губерний и Закаспийской области (1889) составил интересные коллекции, в которых оказались редкие и новые растения; описал основные формации растительности. Его коллекции хранятся в Ботаническом институте РАН и Санкт-Петербургском университете.
Участвовал в составлении «Энциклопедического словаря Брокгауза и Ефрона».
Умер в 1904 году.